# Мицена щелочная
Mycena alcalina — вид грибов рода Мицена (Mycena) семейства Миценовые (Mycenaceae).

## Описание
Форма шляпки плодового тела варьируется от конической до колоколообразной, диаметр шляпки  — 1—3 см, цвет серо-коричневый. Ножка полая, одного цвета со шляпкой, её высота 2—6,5 см, диаметр — 1—3 мм. Пластинки бледно-серого цвета, с белёсыми краями. Споры эллиптической формы, гладкие, амилоидные.

## Распространение
Растут группами на разлагающейся древесине хвойных пород, особенно часто на древесине лиственницы.